# Crític
|  | Per a altres significats, vegeu «Crític (mitjà de comunicació)». |

Crític és la persona, generalment escriptor, que es dedica a produir assaigs sobre l'art, la filosofia, la literatura, la política o qualsevol faceta de la vida coetània. L'origen de la paraula «crític» és del llatí criticus, del grec kritikos (κρίτικος), que vol dir «el que pot discernir o jutjar». Així, els crítics critiquen, és a dir, descriuen, elaboren, discerneixen, jutgen, debaten, polemitzen i expliquen.
Aquests assajos, que poden estar publicats en un blog, un diari, una revista especialitzada, recollits en un llibre o qualsevol altra publicació, són «crítiques». La crítica se sol especialitzar segons les diverses disciplines de coneixement, tècnica o art, existint així, per exemple, la crítica literària, la d'art, la de gastronomia, la de cinema o la d'arts escèniques (teatral, musical…), entre d'altres. Crítics famosos catalans inclouen els escriptors Eugeni d'Ors i Josep Pla.